# SMS Kronprinz (1867)

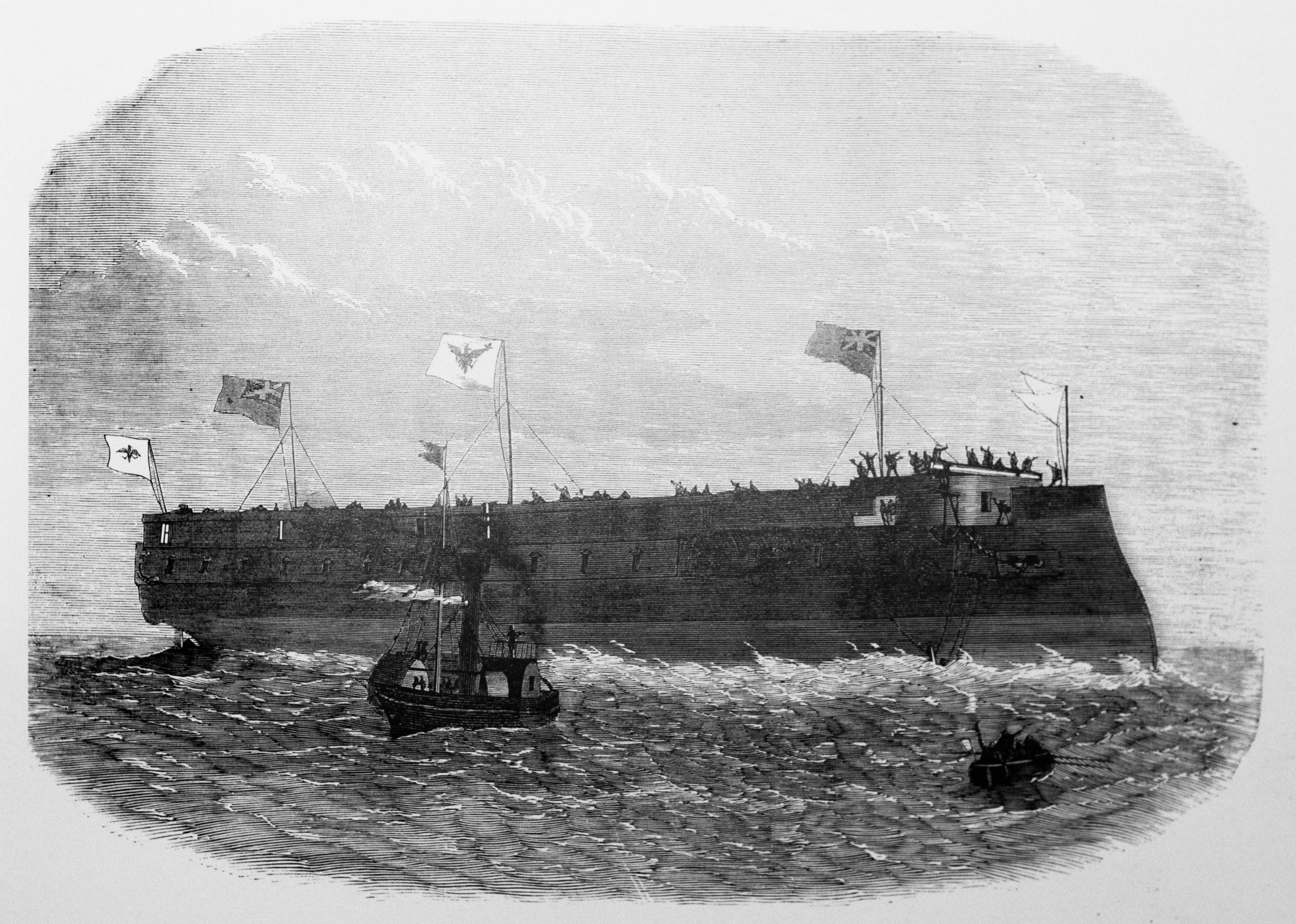
Fartyget efter sjösättningen i Themsen i maj 1867, Illustrirte Zeitung.

SMS Kronprinz var en pansarfregatt i Kejserliga tyska flottan. Fartyget sjösattes den 6 maj 1867 vid Samuda Brothers varv i London och togs i tjänst av flottan den 19 september samma år. Kronprinz deltog endast i begränsad omfattning i fransk-tyska kriget 1870–1871 och konverterades 1901 till skolfartyg. I oktober 1921 såldes hon för skrotning i Rendsburg.

## Utformning

### Skrov
Kronprinz utformades av den brittiske fartygskonstruktören sir Edward Reed och mätte 89,44 meter vid vattenlinjen, samt var 15,20 meter bred och hade ett djupgående på 7,85 meter. Standarddeplacementet uppgick till drygt 5 867 ton vilket vid full last ökade till nära 6 760 ton. Skrovet var helt byggt i järn med bordläggningen monterad på stålspant. Pansaret var gjort av smidesjärn och monterades ovanpå ett mellanliggande lager teak.
Vattenlinjepansaret bestod av 11,4 cm pansarplåt förstärkt med 25,4 cm teak, vilken gav en sammanlagd tjocklek på 36,8 cm. Batteridäcket skyddades av 11,4 cm lutande pansarplåt över 26 cm trä. Taket över kanondäcket och fartygets styrtorn hade ett pansarskydd på 9 mm respektive 11,4 cm järnplåt. För ökat skydd var skrovet uppdelat i nio vattentäta avdelningar och försett med dubbelbotten.

### Framdrivning
Maskineriet konstruerades av firman John Penn and Sons i Greenwich och bestod av en tvåcylindrig enkelexpansionsmaskin, driven av åtta ångpannor i två pannrum. Maskineriet angav en total effekt på 4 500 indikerade hästkrafter, vilket möjliggjorde en maxfart på 13,5 knop. Kronprinz hade en bunkringskapacitet på upp till 646 ton kol, vilket gav fartyget en räckvidd på 3 200 nautiska mil vid 10 knops fart. Maskineriet kompletterades av tre master som förde 1 980 kvadratmeter segel i en barkrigg. Fartyget ansågs även vara en tämligen god seglare.

### Bestyckning
Den ursprungliga bestyckningen på Kronprinz bestod av trettiotvå 72-pundiga kanoner, vilka efter ankomsten till Tyskland utbytes mot sexton 21 cm pjäser av inhemsk fabrikat. Kanonerna var av två typer; L/22 respektive L/19 varav den sistnämnda bland annat hade kortare eldrör. De fjorton L/19 pjäserna stod uppställda på batteridäcket med sju kanoner längs varje bredsida, och de båda L/22 kanonerna var placerade midskepps på det övre däcket med en pjäs på vardera sida av fartyget. Senare kom bestyckningen att utökas med sex hotchkisskanoner och fem 35 cm torpedtuber.

## Historia

### Förhistoria
Under 1800-talet gick den militärteknologiska utvecklingen i snabb takt. Framtagningen av bombkanonen vid seklets början hade avsevärt ökat sjöartilleriets effektivitet, samtidigt som sjöminan erbjöd ett effektivt skydd för kuster och hamnar. Som ett svar på detta började stormakterna under 1860-talet att förse sina flottor med oceangående fartyg klädda i pansarplåt.
Även det sjömilitärt svaga Preussen följde utvecklingen med visst intresse och beställde åren 1863–1870 en serie pansarfartyg från utländska varv. De första av dessa, monitoren Arminius och pansarfregatten Prinz Adalbert, var dock främst ämnade för kustförsvar och ansågs inte kunna mäta sig med motsvarande fartyg i utländska flottor. Man såg sig därför tvungen att införskaffa tyngre enheter som kunde möta fienden även på öppet hav. Ett kungligt dekret, utfärdat den 4 juli 1865, anslog därför medel till byggandet av två pansarfregatter, varav en skulle byggas i Storbritannien och en i Frankrike.

### Tjänstgöring
Beställningen för Kronprinz lades den 13 januari 1866 hos Samuda Brothers varv i London. Fartyget kölsträcktes den 1 februari samma år, varefter sjösättningen ägde rum den 6 maj 1867. Fyra månader senare, den 19 september, togs hon i tjänst av flottan. Under överfarten från England till Preussen hamnade fartyget dock i en storm som knäckte stormasten, varför man redan vid ankomsten blev tvungen att lägga henne i torrdocka för reparationer.
Vid startskottet för fransk-tyska kriget hade fartygen precis återvänt från ett besök i Storbritannien. Under krigsåren opererade hon huvudsakligen i Nordsjön men kom inte att bli inblandad i några stridshandlingar. Kronprinz ströks ur flottans rullor den 22  augusti 1901, och genomgick sedan en betydande ombyggnad då bland annat de ursprungliga ångpannorna togs bort och riggen skars ner. Efter ombyggnaden konverterades hon till skolfartyg för pannrumspersonal och förlades vid flottbasen i Kiel. Den 3 oktober 1921 såldes fartyget slutligen till en skrotfirma för 5 miljoner papiermark och gick strax därefter till upphuggning i Rendsburg.

## Kaptener
| Kapten              | Befälsperiod                    |
| ------------------- | ------------------------------- |
| Ludwig von Henk     | 19 september - 16 november 1867 |
| Reinhold Werner     | 11 maj 1869 - 22 januari 1872   |
| Paul Grapow         | 19 maj 1874 - juli 1875         |
| Otto Livonius       | Juli 1875 - 15 februari 1877    |
| Alfred Stenzel      | 5 maj - 27 september 1879       |
| Ditmar              | 3 maj 1881 - 26 september 1882  |
| Philipp von Kall    | 1 maj - 27 september 1883       |
| Otto Diederichsen   | 1 oktober 1891 - januari 1892   |
| Hugo von Schuckmann | Januari - oktober 1892          |

## Bildgalleri

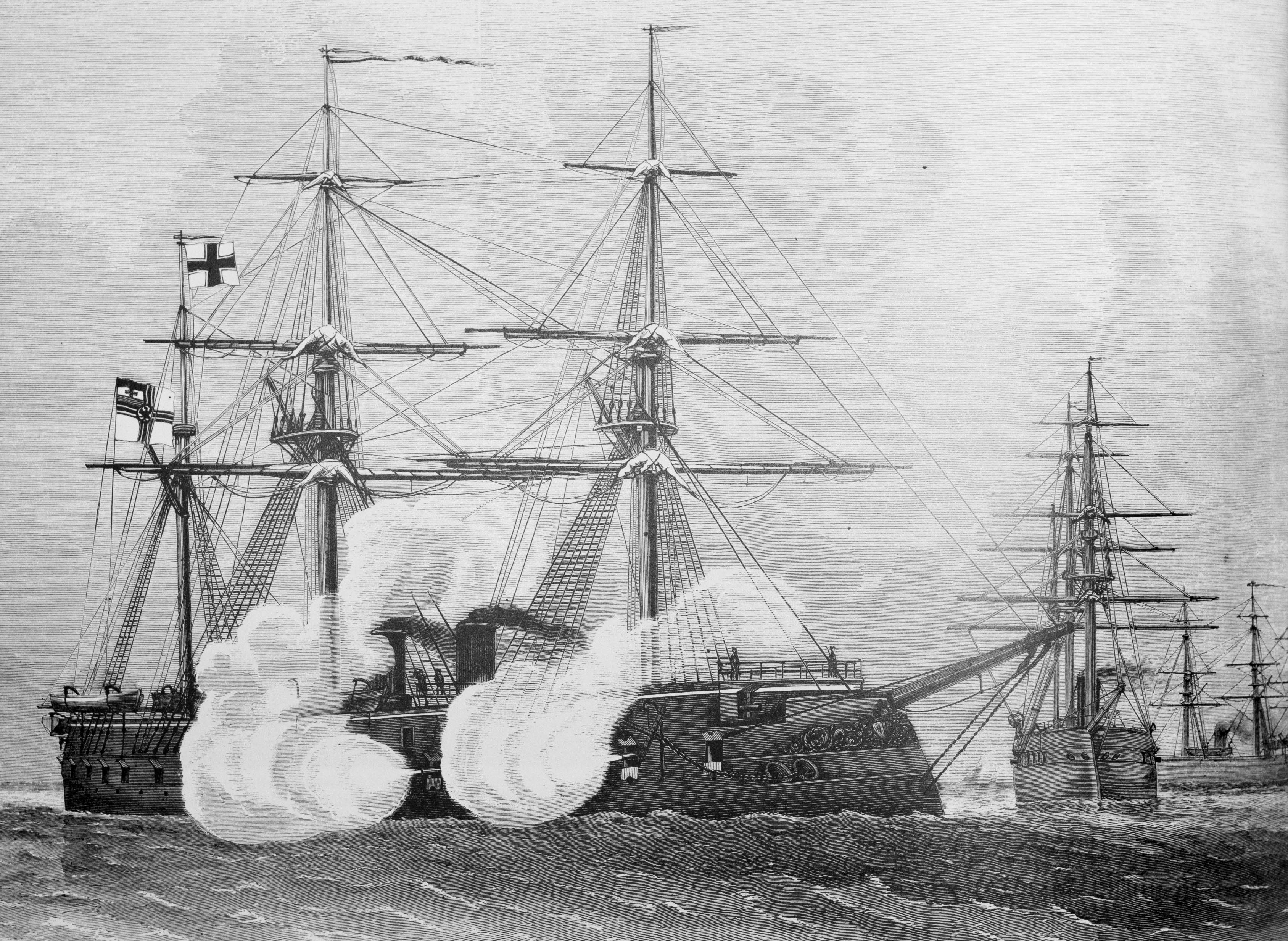
Kronprinz avfyrar sitt huvudartilleri under en manöver på Danzigs redd.
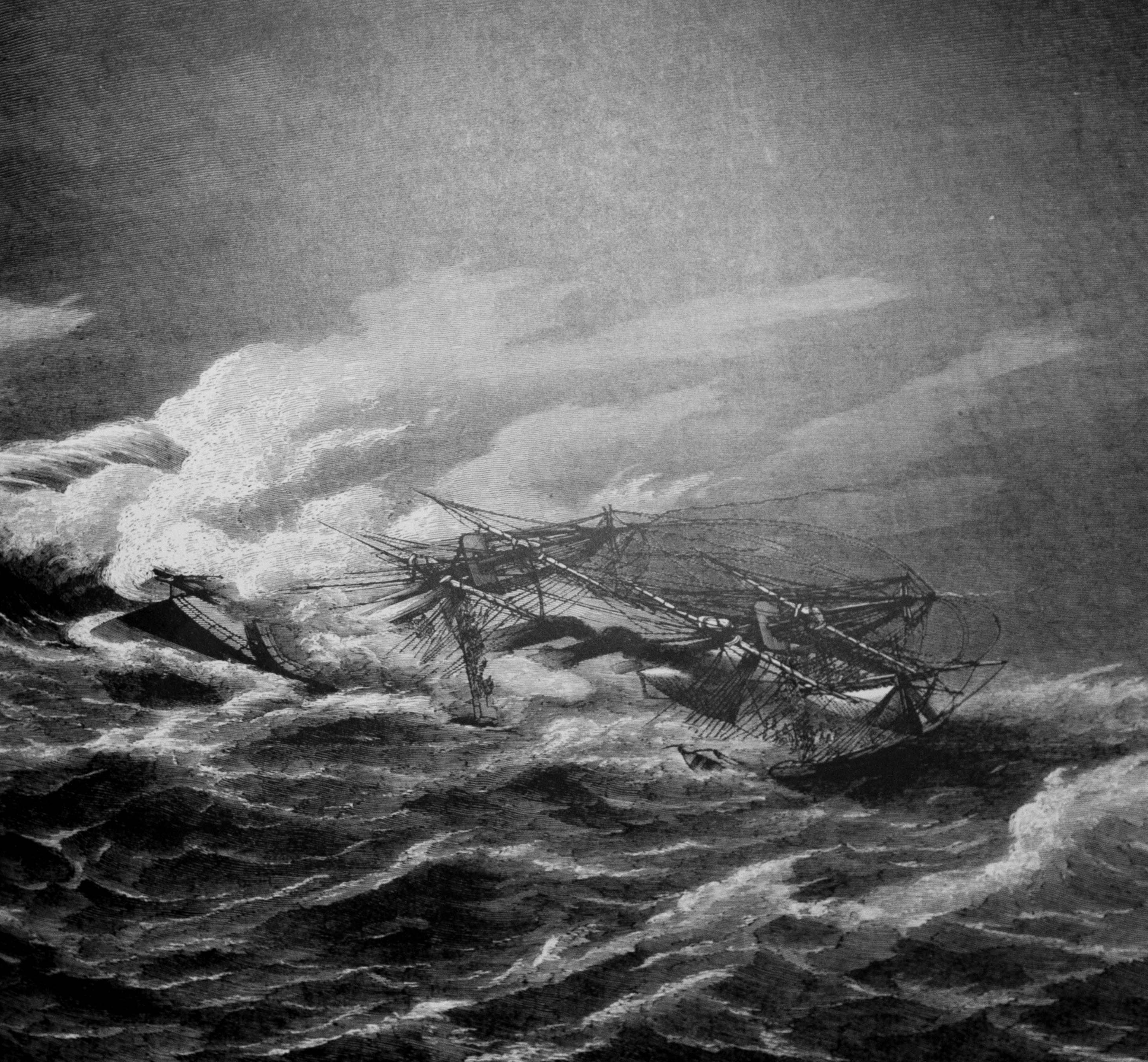
Kronprinz under storm i Nordsjön, Illustrirte Zeitung 1877.
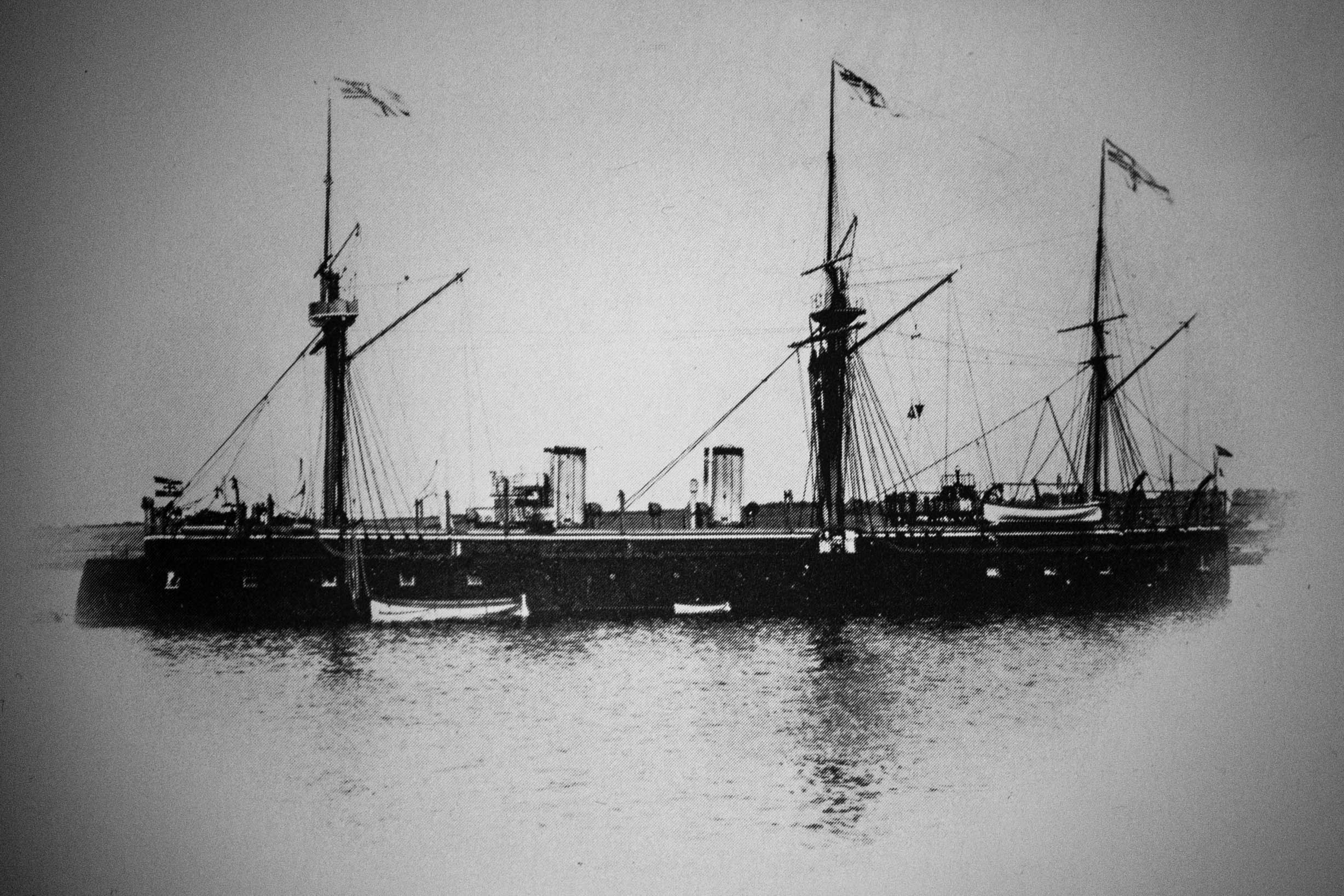
Kronprinz under 1870-talet.